# Быстров, Владимир Фёдорович
Влади́мир Фёдорович Быстро́в (31 декабря 1935 — 13 августа 1990) — советский биофизик, заместитель директора Института биоорганической химии им. М. М. Шемякина АН СССР, член-корреспондент АН СССР, профессор МФТИ. Лауреат Государственной премии СССР.

## Биография
Родился в Ленинграде. Окончил физический факультет МГУ в 1959 году.
Старший научный сотрудник (1964—1971), затем заместитель директора (1971—1990) Института химии природных соединений АН СССР (с 1974 года — Институт биоорганической химии им. М. М. Шемякина АН СССР), руководитель группы ЯМР спектроскопии. Вёл занятия на базовых кафедрах факультетов молекулярной и химической физики и физико-химической биологии Московского физико-технического института. Заведовал кафедрой физико-химической биологии и биотехнологии ФФХБ МФТИ с 1988 по 1990 г.
Похоронен на Кунцевском кладбище (5 уч.).

## Премии и награды
- Юбилейная медаль «За доблестный труд. В ознаменование 100-летия со дня рождения Владимира Ильича Ленина» (1970).
- Орден «Знак Почёта» — за заслуги в развитии советской науки и в связи с 250-летием Академии наук СССР (1975).
- Орден Дружбы народов — за достигнутые успехи в выполнении заданий X пятилетки по развитию науки и техники, внедрению результатов исследований в народное хозяйство (1981).
- Орден Трудового Красного Знамени — за заслуги в развитии биоорганической химии, подготовке научных кадров и в связи с пятидесятилетием со дня рождения (1985).
- Государственная премия СССР в области науки и техники — за цикл работ «Нейротоксины как инструменты исследования молекулярных механизмов генерации нервного импульса», опубликованных в 1973—1983 гг. (совместно с В. Т. Ивановым, Е. В. Гришиным, В. И. Цетлиным) (1985).
- Золотая медаль Я. Гейровского Чехословацкой академии наук — за заслуги в области химических наук (1988).
- Премия РАН имени М. М. Шемякина за цикл работ «Исследование структуры и функции мембранных пептидов и белков методом спектроскопии ЯМР» (совместно с А. С. Арсеньевым) (1992, посмертно).